# Vicolo del Bigozzi
Vicolo del Bigozzi (detto anche talvolta dei Bigozzi) si trova a Firenze nel quartiere Romito.

## Storia e descrizione
Alla fine del Quattrocento, nell'area occupata da Vicolo del Bigozzi c'era il muro merlato dell'antica Villa del Vescovo dove morì Sant'Antonino Pierozzi e, nella vicina Via Luigi Lanzi, la torre mozzata di questa villa.
Nella basilica di San Marco c'è l'affresco di Domenico Cresti detto il Passignano che rappresenta i funerali di Sant'Antonino Pierozzi, relativo alla villa di Montughi. In questo affresco è mostrato il palazzo che si estendeva fra via Vittorio Emanuele II, via Luigi Lanzi, dove c'erano le cucine e le rimesse della villa e vicolo dei Bigozzi, dove si trovavano i locali di studio e i dormitori.
Fino al 1930 circa, nella zona c'erano i campi, dal Mugnone a via Vittorio Emanuele II ed arrivavano fino al Ponte Rosso da una parte e a Rifredi dall'altra. Nei campi, lavorati in affitto e a mezzadria, c'erano le case dei contadini, vecchie abitazioni rifatte su parti dell'antica villa del Vescovo e si trovavano nell'ex podere della Curia Arcivescovile, il Podere Sant'Antonino. I coloni che coltivavano quei terreni erano i Guidi, i Cerretelli, i Cantini, ma i più conosciuti erano i Bigozzi e ad essi la gente faceva riferimento, quando dalla stradina andava alle case coloniche (dove poi fu costruita la Chiesa dell'Immacolata). Il nome della stradina dapprima fu via Paoletti, poi divenne Vicolo dei Bigozzi per ricordare questa famiglia. Il vecchio nome fu dato alla strada su cui sorge la chiesa.
Alla fine degli anni venti e ai primi del 1930 (circa), si iniziarono a costruire altre case e strade, così i terreni scomparvero.
Ferdinando Bigozzi fu l'ultimo degli antichi coloni da cui la strada prende il nome, egli morì nel 1967 all'età di ottantanove anni.